# Michael Franks
 (juin 2024).
Michael Franks est un auteur-compositeur-interprète américain né le 18 septembre 1944, à La Jolla, en Californie.
Son style évolue entre pop et smooth jazz. Il enregistre avec un grand nombre de musiciens; Walter Becker de Steely Dan, Mark Egan Pat Metheny Group, Larry Carlton, Joe Sample The Crusaders, Michael Brecker, Astrud Gilberto, David Sanborn, Peggy Lee, Chuck Loeb, Bonnie Raitt, Art Garfunkel...
Ses chansons sont reprises par divers artistes : The Manhattan Transfer, Diana Krall Popsicle Toes, Patti Labelle, Ringo Starr Monkey-see Monkey-do, Kurt Elling, Dee Dee Bridgewater, Shirley Bassey Nightmoves, The Carpenters B'wana He No Home, The Crusaders Chain Reaction, Jean-Louis Murat Antonio's Song, Peggy Lee A Robinsong, Carmen McRae Underneath The Apple Tree, Natalie Cole Tell Me All About It. Gordon Haskell, puis Leo Sidran le fils de Ben Sidran, consacrent un album entier à la musique de Michael Franks.

## Biographie

### Enfance
Michael Franks naît le 18 septembre 1944 en Californie, à La Jolla, élégant quartier balnéaire situé au Nord du centre-ville de San Diego. Il y grandit avec ses parents et sa petite sœur Christine.
Le blues et le folk sont alors très populaires aux États-Unis. Ses parents Betty et Gerald ne sont pas musiciens. Ils écoutent cependant beaucoup de disques. Notamment les chanteuses en vogue de l’époque; Peggy Lee, June Christy, Patti Page. Michael prend goût au blues, au folk, au swing.

### Adolescence
À l’âge de 14 ans, il s’offre sa première guitare acoustique pour 29,95 $ (environ 315 $ d’aujourd’hui). C’est une Marco Polo de la marque japonaise K Yairi. Six cours particuliers sont inclus avec l’achat. Ce sera le seul véritable enseignement musical qu’il recevra.
Pendant ses années lycée, il chante du folk rock en s'accompagnant à la guitare. Il écrit aussi quelques nouvelles et un peu de poésie. Certains écrits sont publiés dans de petits magazines confidentiels. Il est en institution jésuite et il lit beaucoup. Il adore la poésie; John Berryman, Robert Frost.
En dernière année de lycée, il découvre Theodore Roethke. Son introspection, ses subtiles variations de rythme, son sens de l’imagerie... L’écrivain, qui publie notamment dans divers magazines littéraires, est, comme lui, un grand amoureux de la nature. Sa plume la prend souvent comme fondement. Roethke joue très bien au tennis. Il enseigne l’anglais à l’Université de Washington. Ses cours sont immensément populaires. Michael veut y aller mais il ne peut pas se le permettre. Trop loin de San Diego. Il reste en Californie pour ses études universitaires. Il ne rencontrera pas le poète qui décèdera l’année suivante d’une crise cardiaque.

### Études
1962, Michael Franks part pour Los Angeles. il poursuit à UCLA ses études d’anglais.
En 1966, il obtient une licence.
En 1968, il est à l'Université de l'Oregon. il y obtient une maîtrise.
Dans le cadre du programme de son doctorat en littérature américaine, il a l’opportunité de s’envoler pour le Canada afin de devenir assistant maître de conférences à l'Université de Montréal.
C’est là, au Québec, qu’il se familiarise avec le français.

### Vie professionnelle
De retour en Californie, Michael Franks enseigne à temps partiel à UCLA.
Il commence alors à écrire des chansons. La première est une déclaration contre la guerre : Anthems in E-flat, avec Mark Hamill. Il compose aussi des musiques de films (voir Filmographie). 
Pour l'album Sonny and Brownie (A&M Records, 1973), Sonny Terry et Brownie McGhee enregistrent trois de ses chansons, dont le succès 
White Boy Lost in the Blues. Michael y joue de la guitare, du banjo, de la mandoline, et les suit pour la tournée de l’album.
La même année, Michael Franks enregistre son premier album homonyme. L’album Michael Franks est signé chez Brut, maison de disques indépendante appartenant aux eaux de Cologne du même nom. Le titre Can't Seem to Shake this Rock 'n Roll qui sort en single se vend mieux que l’album. Brut attendra le succès du disque suivant chez Warner pour que Michael Franks s’écoule. Sous la forte demande des fans, l’album épuisé est réédité dix plus tard par DRG, d’abord en CD, puis K7 et vinyle, sous le nom Previously Unavailable (précédemment indisponible).
The Art of Tea sort en 1975. Publié par Reprise label de Frank Sinatra, cet album marque le début d'une longue collaboration avec Warner Brothers Music. Joe Sample, Larry Carlton et Wilton Felder du groupe The Crusaders participent à cet album rendu célèbre grâce au titre Popsicle Toes.
Sleeping Gypsy, son troisième album, contient les titres The Lady Wants to Know et Down in Brazil. L'enregistrement est en partie réalisé au Brésil, ce qui permet à Michael de rencontrer le percussionniste Ray Armando. Celui-ci lui offre l'instrument qui va devenir sa signature et dont il jouera en concert chaque fois qu'il n'est pas à la guitare; une cabasa.
Burchfield Nines en 1978 inclut la chanson When the Cookie Jar is Empty et reflète par son style East Coast l'installation de Michael Franks à New York. Par la suite, une quinzaine d'albums suivra.
Ses chansons les plus populaires en France sont Popsicle Toes, Monkey See Monkey Do, The Lady Wants to Know, Down in Brazil, When The Cookie Jar is Empty, Tiger in the Rain, Baseball, When Sly Calls (don’t touch that phone) et Doctor Sax, ce dernier titre mettant à l’honneur la virtuosité du saxophoniste ténor Michael Brecker.
Michael Franks écrit un recueil de poèmes dont certains sont devenus des chansons sous le titre Poems from the Road.

## Discographie

### Albums studio
- 1973 - Michael Franks (Brut) - réédité en 1983 sous le titre Previously Unavailable (DRG)
- 1975 - The Art of Tea (Reprise)
- 1977 - Sleeping Gypsy (Warner Brothers)
- 1978 - Burchfield Nines (Warner Brothers)
- 1979 - Tiger in the Rain (Warner Brothers)
- 1980 - One Bad Habit (Warner Brothers)
- 1982 - Objects of Desire (Warner Brothers)
- 1983 - Passionfruit (Warner Brothers)
- 1985 - Skin Dive (Warner Brothers)
- 1987 - The Camera Never Lies (Warner Brothers)
- 1990 - Blue Pacific (Reprise)
- 1993 - Dragonfly Summer (Warner Brothers)
- 1995 - Abandoned Garden (Warner Brothers)
- 1999 - Barefoot on the Beach (Windham Hill)
- 2003 - Watching The Snow (Rhino) - réédité en 2007 par Koch Records
- 2006 - Rendezvous in Rio (Koch Records)
- 2011 - Time Together (Shanachie Records)
- 2018 - The Music in My Head (Shanachie Records)

### Album live
- 1980 - Michael Franks with Crossfire: Live (Warner Bros.)

### Les Compilations
| Année | Album                                         | Label               |
| ----- | --------------------------------------------- | ------------------- |
| 1983  | Best Collection 1975–1983                     | Warner Bros.        |
| 1988  | Indispensable                                 | Warner Bros.        |
| 1998  | The Best of Michael Franks: A Backward Glance | Warner Bros.        |
| 2003  | The Michael Franks Anthology: The Art of Love | Warner Bros.        |
| 2004  | Love Songs                                    | Warner Bros.        |
| 2012  | Michael Franks: Original Album Series         | Rhino Entertainment |
| 2012  | The Dream 1973-2011                           | Rhino France        |

### Singles
- 1973 - Can't Seem to Shake This Rock 'n Roll
- 1975 - Popsicle Toes
- 1977 - The Lady Wants to Know
- 1978 - When the Cookie Jar Is Empty
- 1979 - When It's Over
- 1980 - On My Way Home to You
- 1980 - One Bad Habit
- 1980 - Baseball
- 1982 - Jealousy
- 1982 - Love Duet (feat. Renee Diggs)
- 1982 - Comin' Home to You
- 1985 - Your Secret's Safe with Me
- 1985 - When I Give My Love to You (feat. Brenda Russell)
- 1985 - Queen of the Underground
- 1985 - Michael Franks
- 1987 - Island Life
- 1987 - The Camera Never Lies
- 1987 - Doctor Sax / Face to Face
- 1990 - The Art of Love
- 1990 - Speak to Me
- 1991 - Practice Makes Perfect
- 1991 - Woman in the Waves
- 1992 - The Dream (with Yellowjackets)
- 1993 - Soulmate
- 1996 - Christmas Time Is Here (with David Benoit)
- 2003 - Christmas in Kyoto
- 2004 - Smash Up 1
- 2020 - Jealousy (Geyster Remix)

### Duos
- 1982 - Ladies' Nite / avec Bonnie Raitt

Michael Franks Objects Of Desire (Warner Bros.)
- 1982 - Love Duet / avec S.Renee Diggs

Michael Franks Objects Of Desire (Warner Bros.)
- 1985 - When I Give My Love To You / avec Brenda Russell

Michael Franks Skin Dive (Warner Bros.)
- 1990 - Crayon Sun (Safe at Home) / avec Livingston Taylor

Michael Franks Blue Pacific (Reprise)
- 1992 - [Think...] Where Are You Going? / avec Me Phi Me

Me Phi Me One (RCA Records)
- 1993 - You Were Meant For Me / avec Peggy Lee

Michael Franks Dragonfly Summer (Reprise)
- 1994 - Tell Me All About It / avec Laura Fygi

Laura Fygi The Lady Wants to Know (Mercury) 
- 1996 - Christmas Time Is Here / avec David Benoit

David Benoit Remembering Christmas (DRG)
- 1999 - Now Love Has No End / avec Valerie Simpson

Michael Franks Barefoot On The Beach (Windham Hill Records)
- 2018 - The Cool School / avec Leo Sidran

Leo Sidran The Music of Michael Franks (Bonzaï Records)
- 2023 - Visible Light / avec Patrice Rushen

Nicholas Payton  Drip

## Reprises
Les chansons de Michael Franks reprises par divers artistes dans diverses œuvres :

### Abandoned Garden
- Cam Giles dans l'album The Fabric of Michael Franks (Newmarket Music) 2023

### Alone at Night
- Rebecca Parris dans l'album Spring (MusicMasters) 1993

### Antonio's Song
- Ana Caram dans l'album Amazonia (Chesky Records) 1990
- Chris Connor dans l'album New Again (Contemporary Records) 1988
- Gordon Haskell dans l'album The Lady Wants to Know (RandM) 2009
- Jean-Louis Murat Le Mendiant à Rio dans l'album Le Manteau de Pluie (Virgin Records) 1991
- Leo Sidran dans l'album The Music of Michael Franks (Bonzaï Records) 2018
- Norbert Gottschalk dans l'album Solo (Acoustic Music Records) 2006

### Barefoot On The Beach
- Cam Giles dans l'album The Fabric of Michael Franks (Newmarket Music) 2023

### Bwana He No Home
- The Carpenters dans l'album Passage (A&M Records) 1977
- Gordon Haskell dans l'album The Lady Wants to Know (RandM) 2009

### Chain Reaction
- Cam Giles dans l'album The Fabric of Michael Franks (Newmarket Music) 2023
- The Crusaders instrumental dans l'album Chain Reaction (Blue Thumb) 1975

### Doctor Sax
- Cam Giles dans l'album The Fabric of Michael Franks (Newmarket Music) 2023

### Don't Be Blue
- Cam Giles dans l'album The Fabric of Michael Franks (Newmarket Music) 2023
- Mark Murphy dans l'album Stolen Moments (Muse Records) 1978

### Down In Brazil
- Cal Collins instrumental dans l'album S'Us Four Jazz Guitar Cincinnati Style (J-Curve Records) 2006
- Chris Connor dans l'album New Again (Contemporary Records) 1988
- Clementine dans l'album Mes Nuits, Mes Jours (Orange Blue) 1990
- Daniela Soledade dans l'album Pretty Word (Blue Line Music) 2022
- James Hammel dans l'album Do it All Over Again (BMI) 2005
- Kris Russell single (auto production) en 2017
- Leonard Brothers dans l'album Time After Time (JAGGG Records) 2007
- Libby York dans l'album Sunday in New York (Blujazz) 2003
- Marlene Arden dans l'album S Wonderful (Tosky) 2012
- Nat Jones dans l'album Nat Jones And The Jeff Colella Trio (Plaza Mayor) 2010
- Norbert Gottschalk dans l'album Solo (Acoustic Music Records) 2006
- Rory dans l'album Chic To Cheek (CD Baby) 2007

### Hourglass
- Cam Giles dans l'album The Fabric of Michael Franks (Newmarket Music) 2023
- Gordon Haskell dans l'album The Lady Wants to Know (RandM) 2009

### Vivaldi’s Song
- Patetico Najine Ljubezni Prt dans l'album slovène  Patetico (Založba Sanje) 2006

### White Boy Lost in the Blues
- Catfish John Tisdell dans l'album White Boy Lost in the Blues (CD Baby) 2018
- Lyle Lovett dans l'album Release Me (Lost Highway) 2012
- Michael Harrison dans l'album Lost in the Blues (Dark Star Recording) 2006

### Wrestle a Live Nude Girl
- Gordon Haskell dans l'album The Lady Wants to Know (RandM) 2009
- Leo Sidran dans l'album The Music of Michael Franks (Bonzaï Records) 2018

### You Were Meant for Me
- Leo Sidran dans l'album The Music of Michael Franks (Bonzaï Records) 2018

## Filmographie

### Acteur
- 1986 : ABC Afterschool Special (série télévisée, saison 14, épisode 6, Are You My Mother?)[7] de Joseph Manduke, avec Michael York (Chet Gordon), Beth Miller (Britney Gordon), et Michael Franks dans son propre rôle. Il aide père et fille à sortir d’un conflit
- 1987 : Throb (série télévisée, saison 2, épisode 7 Last Night at the Fire Station)[8] de Phil Ramuno, avec Jonathan Prince (Zach). Parmi les guest stars de l'épisode, The Byrds, Timothy B. Schmit du groupe Eagles, Michael Franks. Il chante en direct son titre Island Life

### Compositeur (BO / Musiques de films)
- 1972 : L'Apache (Cry for Me, Billy)[9] de William A. Graham, avec Harry Dean Stanton (Luke), Cliff Potts (Billy) et Maria Potts créditée à l’affiche sous son pseudonyme Xochitl (Little Sparrow). Michael Franks interprète The Ballad of Billy, chanson générique du film. À la 54ème minute, il interprète Little Sparrow, titre qu’il écrit et compose spécialement pour ce long-métrage du genre Western. L’année suivante, il réenregistre Little Sparrow et l’intègre à son premier album Michael Franks
- 1974 : Zandy's Bride[10] de Jan Troell, avec Gene Hackman (Zandy) et Liv Ullmann (Hannah). Bande Originale
- 1974 : Cockfighter[11] de Monte Hellman, avec Warren Oates (Frank Mansfield), Harry Dean Stanton (Jack Burke) et Laurie Bird (Dody White). Bande Originale. Non distribué à sa sortie dans les salles françaises de cinéma, le film sort en DVD en 2006 et en Blu-ray (Master restauré HD) en 2023
- 1986 : ABC Afterschool Special (série télévisée, saison 14, épisode 6, Are You My Mother?)[12] de Joseph Manduke, avec Michael York (Chet Gordon), Beth Miller (Britney Gordon), et en special guest Michael Franks interprétant son personnage. Parallèlement, il compose, écrit et chante pour l’épisode le titre Life On The Street. La chanson est diffusée à la radio lors d’une séquence, puis sous forme de clip vidéo en générique de fin
- 2002 : Bad Company[13] de Joel Schumacher, avec Anthony Hopkins (Gaylord Oakes) et Chris Rock (Jake Hayes). Plage N°9 de la BO du film. Compositeur de It’s Killing Me (In My Mind) interprété par Blu Cantrell. Titre adapté d’après la musique originale de Never Say Die

### Compositeur (Films & séries TV / répertoire discographique)
- 1976 : The Anger in Jenny de Shaun Costello. Titres utilisés : Nightmoves et Eggplant
- 1978 : Le Temps d'une romance (Moment by Moment) de Jane Wagner, avec Lily Tomlin (Trisha) et John Travolta (lStrip). Titre utilisé durant la scène où les deux personnages se rencontrent sur la plage : The Lady Wants to Know
- 1987 : L'Impossible Alibi (The Last Innocent Man) Téléfilm de Roger Spottiswoode, avec Ed Harris et Roxanne Hart. Titre utilisé : Mr Blue
- 1992 : Get a life (série télévisée, saison 2, épisode 10 Bad Fish) de David Mirkin. Titre utilisé à la 16e minute : Monkey See - Monkey Do